# Duván Hernández
Duván Hernández Cortés (Tuluá, Colombia; 20 de septiembre de 1982) es un exfutbolista colombiano. Jugaba como defensa y su último equipo fue el Real Cartagena de Colombia.

## Clubes
| Club           | País     | Año         |
| -------------- | -------- | ----------- |
| Atlético Huila | Colombia | 2002 - 2003 |
| Envigado F.C.  | Colombia | 2003 - 2004 |
| Atlético Huila | Colombia | 2004 - 2008 |
| Envigado F.C.  | Colombia | 2009        |
| Inti Gas       | Perú     | 2010        |
| Real Cartagena | Colombia | 2011        |